# Sawtry St Judith
Sawtry St Judith var en civil parish 1858–1935 när det uppgick i Sawtry i grevskapet Huntingdonshire i England. Civil parish var belägen 11 km från Huntingdon och hade 213 invånare år 1931.